# Pavel Ovtchinnikov (botaniste)
Pavel Nikolaïevitch Ovtchinnikov (Павел Николаевич Овчинников), né le 10 (23) avril 1903 et mort le 21 décembre 1979, est un botaniste soviétique, membre de l'académie des sciences du Tadjikistan à partir de 1957 et héros du travail socialiste (1969).

## Carrière
Pavel Ovtchinnikov étudie à l'université de Léningrad qu'il termine en 1925. Il prend part à plusieurs expéditions scientifiques au Kazakhstan entre 1926 et 1931. Il travaille de 1931 à 1941 à l'institut de botanique de l'Académie des sciences d'URSS situé à Léningrad. Il est nommé en 1945 directeur de l'institut de botanique de l'Académie des sciences du Tadjikistan. En 1957, il est nommé secrétaire de l'Académie pour le département des sciences naturelles. Il publie de nombreux travaux consacrés à la flore d'Asie centrale et de la partie européenne de l'URSS. Le professeur Ovtchinnikov est également l'auteur de monographies concernant les céréales, les roses, les renoncules et les Primulaceae. Il participe à leur classification systématique et à leur description dans la série des livres de La Flore d'URSS, La Flore de Transbaïkalie et La Flore d'Ouzbékistan.
Pavel Ovtchinnikov était le rédacteur en chef de la série La Flore du Tadjikistan.
Il est mort en 1979.

## Hommages
Plusieurs plantes ont été nommées en son honneur:
- Androsace ovczinnikovii, Schischk. & Bobrov, 1952
- Arabidopsis ovczinnikovii, Botsch., 1978 [syn. Crucihimalaya ovczinnikovii (Botsch.) Al-Shehbaz, O'Kane & R.A.Price, 1999]
- Astragalus ovczinnikovii Boriss., 1937
- Betula ovczinnikovii V.N.Vassil., 1963
- Cousinia ovczinnikovii Tscherneva, 1962
- Delphinium ovczinnikovii Kamelin & Pissjauk., 1968
- Ferula ovczinnikovii Pimenov, 1983
- Hedysarum ovczinnikovii Karimova ex Kovalevsk., 1981
- Oxytropis ovczinnikovii Abdusal., 1970
- Paulia ovczinnikovii Korovin, 1973 [syn. Neopaulia ovczinnikovii (Korovin) Pimenov & Kljuykov, 1983]
- Ranunculus ovczinnikovii Kovalevsk., 1972
- Stipa ovczinnikovii Roshev., 1934

## Décorations
- Héros du travail socialiste
- Ordre de Lénine (deux fois)
- Ordre du drapeau rouge du travail
- Ordre de l'Insigne d'honneur

## Source
- (ru) Cet article est partiellement ou en totalité issu de l’article de Wikipédia en russe intitulé « Овчинников, Павел Николаевич » (voir la liste des auteurs).